# Pericoptus punctatus
Pericoptus punctatus là một loài bọ cánh cứng nhỏ và tương tự như loài của New Zealand Pericoptus truncatus.